# ヨーゼフ・ホフマン
ヨーゼフ・フランツ・マリア・ホフマン（Josef Franz Maria Hoffmann、 1870年12月15日 - 1956年5月7日）は、オーストリアの建築家、デザイナー。ウィーン分離派の中心メンバーの一人。20世紀始めにウィーン工房を主宰した。

## 概要
チェコのピルニッツ（ブルトニツェ）の生まれ。ブリュンの国立工芸学校に学び、卒業後は、ヴュルツブルクの軍事施設建設局に勤めた。その後、ウィーンの美術学校（ウィーン美術アカデミー）に進学し、カール・フォン・ハーゼナウアーとオットー・ワーグナーの下で研鑽を積んだ。ワーグナーの仕事場でヨゼフ・マリア・オルブリッヒの知己を得て、後にクリムト、オルブリッヒらとともにウィーン分離派を立ち上げた（1897年）。セセッション館（分離派会館、1898年）の内装も行い、中心メンバーの一人として活躍したが、1905年に分離派を脱退した。
1899年以降、37年にわたってウィーン芸術工芸学校で教鞭をとった。1903年、銀行家フリッツ・ヴェルンドルファーやデザイナーコロマン・モーザーと共にウィーン工房を設立。ここで彼は多くの作品の構想を描いている。1906年、自ら手がける初めての大作「プーカースドルフのサナトリウム」を建てた。
オーストリアで登山鉄道を運営していたオーストリア、ベルギーの合弁の鉄道会社の顧問アドルフ・ストックレーと知り合い、この出会いから、ブリュッセルの別邸（ストックレー邸）の設計を依頼され、その建築に当たる（1905 - 1911年）。これは、直線的な装飾を用いたウィーン分離派の特徴が表れており、建築史上に残る彼の代表作となった。ホフマンおよびウィーン工房が装飾、家具、食器、庭園までをデザインし、クリムトが食堂の壁画を描いたことでも知られる。
1912年ホフマンはオーストリア工芸連盟の発起人の１人になっている。
こうした経過のなか、ホフマンの様式は現実的で実用的なものに絞られていった。1936年でウィーン芸術工芸学校を退き、年金生活に入った。第二次世界大戦後、彼はヴェニスの国際ビエンナーレのオーストリア代表や芸術審議会の委員など公的な役職を数多く歴任した。

## ウィーン工房
1903年、ホフマンとコロマン・モーザーが設立したデザイン工房である（モーザーは後に離れた）。アーツ・アンド・クラフツ運動の影響を受け、家具、布、服飾など生活に関わるものを制作した。ストックレー邸はウィーン工房が総力を挙げて制作にあたった作品。1932年に経営難のため解散した。

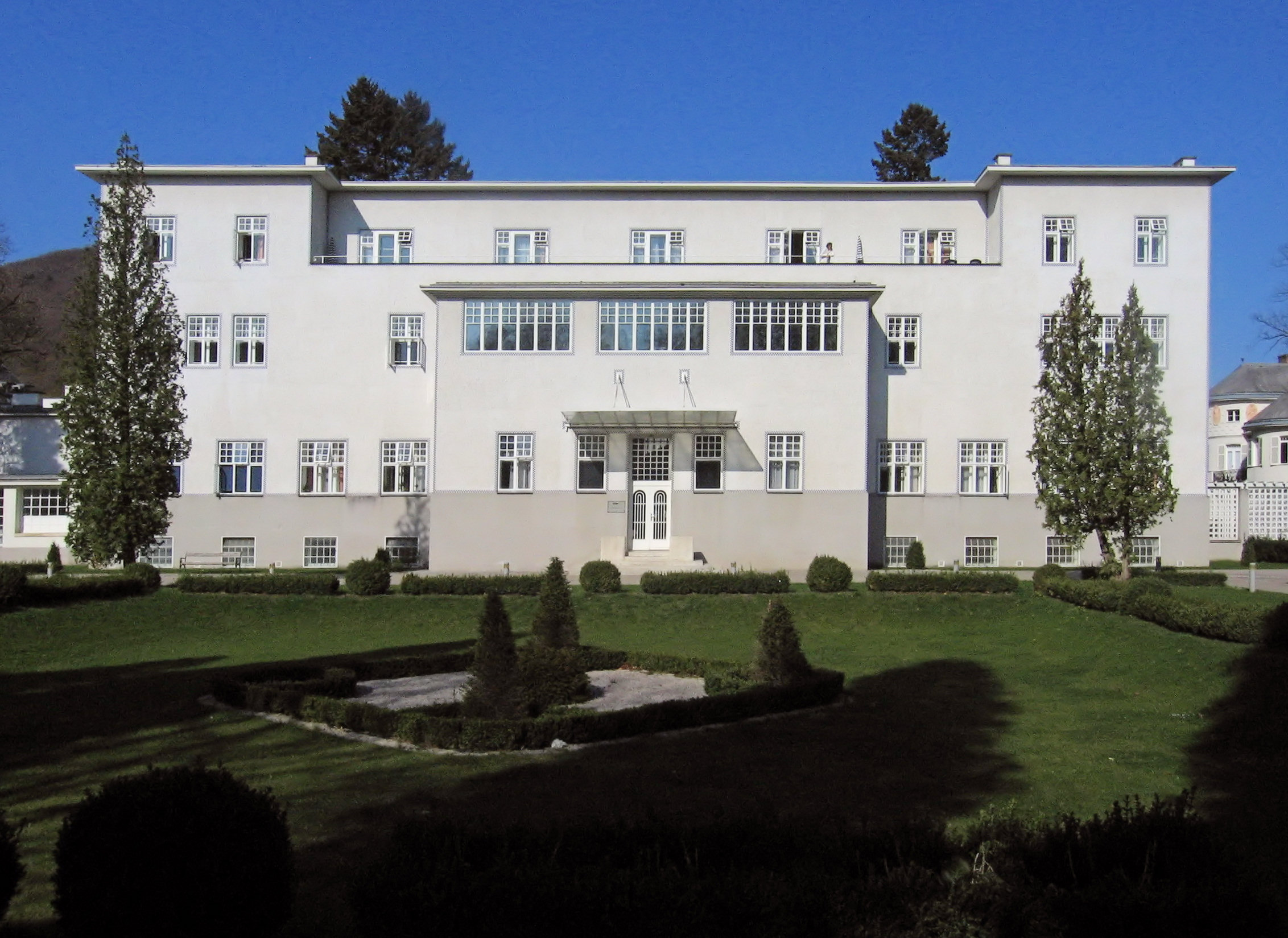
プーカースドルフ・サナトリウム

## 作品
- ホーエ・ヴァルテ住宅街（Häuser in der Villenkolonie Hohe Warte、ウィーン、1900年）：高級住宅街の家屋群
- プーカースドルフ・サナトリウム（Sanatorium Purkersdorf、ウィーン、1904年）
- ストックレー邸（Le palais Stoclet、ブリュッセル、1905-11年）：内部非公開
- ヴィラ・プリマヴェージ（Villa Primavesi、ウィーン、1913-15年）：ウィーン工房の出資者オットー・プリマヴェージの邸宅
- ウィーン公営住宅

工芸等
- セセッション館（分離派会館）の扉飾りの浮き彫り（Supraportenrelief in der Wiener Secession）
- フレーゲ姉妹のモードサロン（Einrichtung des Modesalons der Schwestern Flöge、コロマン・モーザーとの共作、ウィーン、1903年頃）
- 二つの肘掛安楽椅子（zwei Armsessel、1905/10年）
- ベーゼンドルファーのグランドピアノ（Flügel für Bösendorfer、ウィーン、1909年）

## 文献案内
- Sarnitz, August (2016) (French). Josef Hoffmann, L'univers de la beauté. Cologne: Taschen. ISBN 978-3-8365-5038-3
- Sarnitz, August (2007). Josef Hoffmann. In the Realm of Beauty. Cologne: Taschen. ISBN 978-3-8228-5591-1
- Fahr-Becker, Gabriele (2008). Wiener Werkstätte: 1903-1932. Cologne: Taschen. ISBN 3-8228-3773-3
- Sekler, Eduard (1982). Josef Hoffmann. Das Architektonische Werk; Monographie und Werkverzeichnis. Salzburg: Residenz. ISBN 3-7017-0306-X
- Vives Chillida, Julio (2008). Josef Hoffmann y Jacob & Josef Kohn en la Kunstschau Wien de 1908, (La pequeña casa de campo: una efímera obra de arte total). Lulu.com (print on demand). ISBN 978-1-4092-0239-4